# Hunte (rzeka)

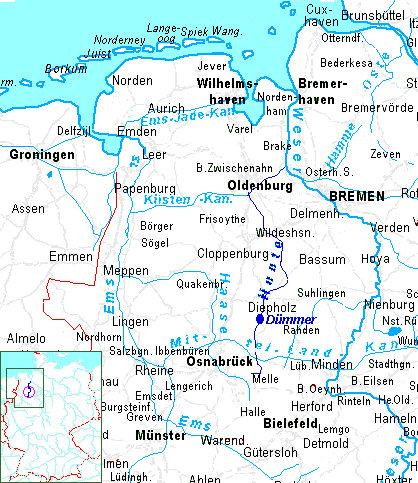
Lokalizacja Hunty

Hunte – rzeka w Niemczech, lewy dopływ Wezery o długości 198 km.
Rzeka wypływa w górach Wiehen w Dolnej Saksonii, na wschód od Osnabrück, a do estuarium Wezery wpływa koło Elsfleth, poniżej Bremy.
Hunte jest żeglowna na odcinku ok. 25 km od ujścia. W Oldenburgu wpływa do niej Kanał Nadbrzeżny, z którym tworzy drogę wodną łączącą Ems i Wezerę.
Ważniejsze miejscowości nad Hunte: Bad Essen, Hunteburg, Diepholz, Wildeshausen, Dötlingen, Wardenburg, Oldenburg, Hude, Elsfleth, Goldenstedt.